# حفريات سهل الأقحوانة الأثرية
حفريات سهل الأقحوانة (بالعبرية شعر هجولان שַׁעַר הַגּוֹלָן)، هي موقع أثري من العصر الحجري الحديث في شمال فلسطين، عثر عليه عام 1949 في سهل الأقحوانة غير بعيد عن بحيرة طبريا، وعثر فيه على آثار من الثقافة اليرموكية، حيث اكتشف فيه عدد كبير من المصنوعات الفنية، وكذلك بعض أقدم الفخار في جنوب بلاد الشام. تطلق عليه إسرائيل اسم «موقع شعر هجولان» نسبة إلى المستوطنة القريبة التي تحمل نفس الاسم.

## الموقع
اكتشف أول مستقر لليرموكيين في تل المتسلم (مجدو) في ثلاثينيات القرن العشرين، ولكن في ذلك الوقت لم تحدد على أنها حضارة متميزة من العصر الحجري الحديث، فيما حدد عام الآثار الإسرائيلي موشيه ستيكيليس لأول مرة الثقافة اليرموكية بناء على الاكتشافات التي جرت في هذا الموقع عام 1949، وهي ثقافة من العصر الحجري الحديث الفخاري التي انتشرت في أجزاء من ضفتي نهر الأردن. يقدر قدم الموقع بنحو 6400-6000 قبل الميلاد، ويقع في وسط غور الأردن على ضفة نهر اليرموك الشمالية، وتبلغ مساحته 200 دونم، وهذا يجعله واحدا من أكبر المستقرات البشرية في العالم في ذلك الوقت، وعلى الرغم من تحديد مواقع اليرموكيين الأخرى منذ ذلك الحين، فإن موقع الاقحوانة هو الأكبر، مما يشير على الأرجح إلى دور مركزي له في الحضارة اليرموكية.
جرى التنقيب في الموقع من قبل فريقين من الجامعة العبرية في القدس، أحدهما بإدارة ستكيليس في الأعوام 1949-1952، والثاني على يد يوسف جارفينكل في الأعوام 1989-1990 و19936-2004. وفي حين لم يعثر على آثار معمارية خلال الحفريات السابقة، كشفت البعثة الثانية عن منازل بأفنية كبيرة تتراوح مساحتها بين 250 و 700 متر مربع، وهي أول منازل يعثر عليها تتبع الحضارة اليرموكية، مما أعطى الموقع أهمية خاصة في التاريخ المعماري، فهذا مفهوم معماري لا يزال موجودًا بين مجتمعات البحر الأبيض المتوسط التقليدية، حيث تتكون المنازل من فناء مركزي محاط بالعديد من الغرف الصغيرة، فيما لم يعثر على أبنية مشابهة في أماكن أخرى تعود إلى تلك الفترة.فترة. تتكون المنازل من فناء مركزي محاط بالعديد من الغرف الصغيرة.
فُصلت المنازل في الموقع عن طريق الشوارع، مما يشكل دليلاً على تخطيط مجتمعي متقدم، وقد كشف الحفر عن شارع مركزي يبلغ عرضه حوالي 3 أمتار، مرصوف بالحصى في الطين، وزقاق متعرج ضيق بعرض متر واحد، وتعد هذه أقدم الشوارع التي تم اكتشافها في فلسطين ومن بين أقدم الشوارع التي بناها الإنسان. يشير بئر محفور بعمق 4.15 متر ليصل لمنسوب المياه المحلي حينها إلى معرفة بالمكونات الهيدروليكية. كما تشمل الأشياء الغريبة التي أكتشفت خلال الحفريات أصداف بحرية من البحر الأبيض المتوسط، وأوعية حجرية مصقولة مصنوعة من المرمر (أو الرخام)، ونصال مصنوعة من حجر السبج من تركيا، ويدل وجود الأخيرة على وجود علاقات تجارية في ممتدة لأكثر من 700 كم.

## الفخار

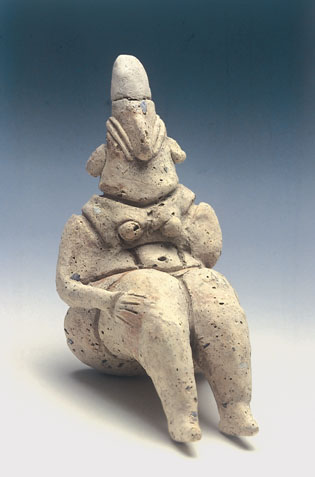
مجسم أنثوي طيني من موقع الأقحوانة

أعظم ابتكار تكنولوجي في شعر هجولان النيولنية كان صناعة الفخار. هذه الصناعة، التي تظهر هنا لأول مرة في فلسطين، تعطي هذه المرحلة الثقافية اسمها العصر الحجري الحديث الفخاري. وتتميز الأواني الفخارية بأشكال وأحجام متنوعة وجرى استخدامها في العديد من الاستخدامات المنزلية.

في موقع عين غزال، الواقعة على ضفاف نهر الزرقاء بالقرب من عمان، الأردن، يعود تاريخ العصر الحجري الفخاري المبكر من 6400 إلى 5000 قبل الميلاد. 

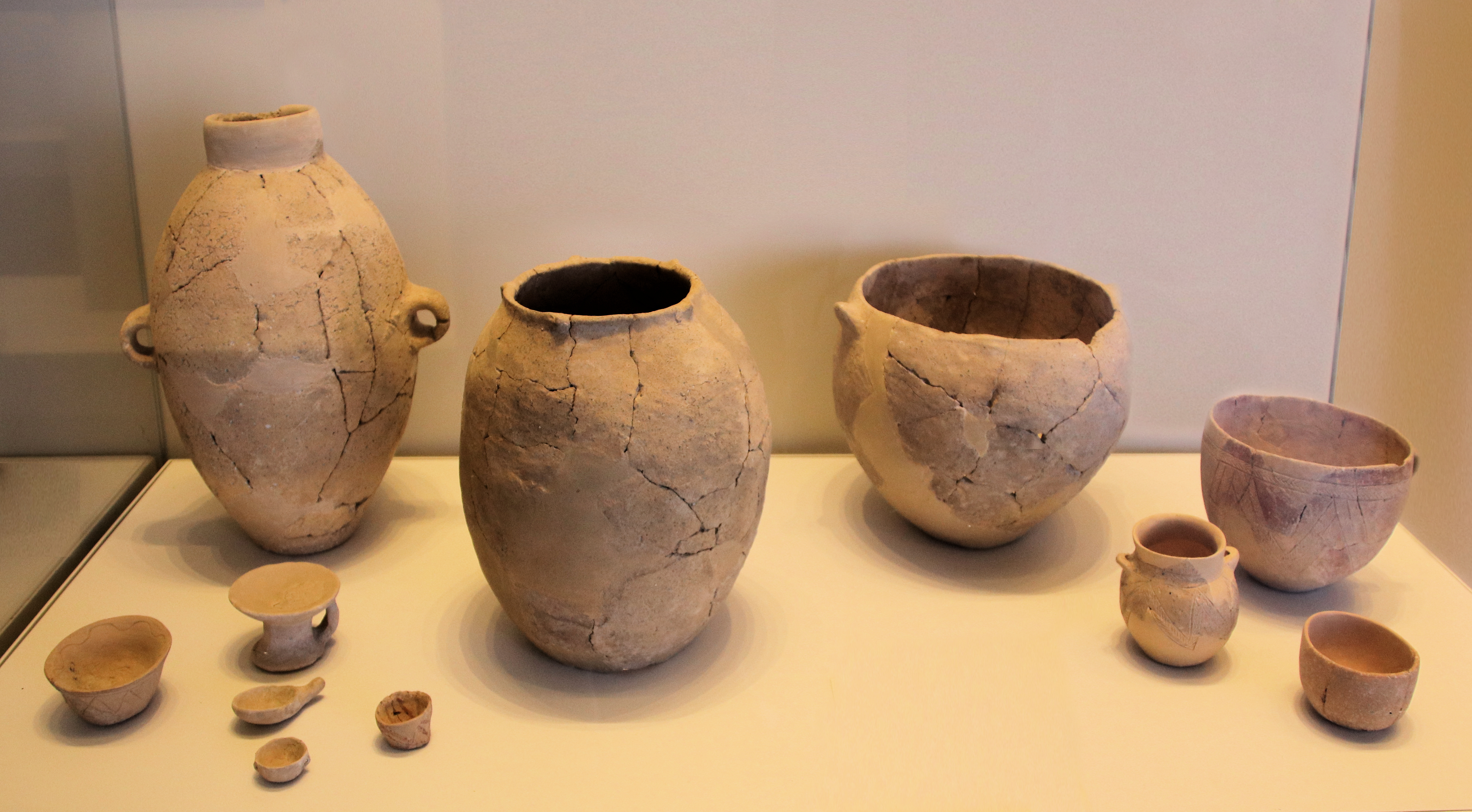
أواني الفخار المبكرة ، ثقافة اليرموك
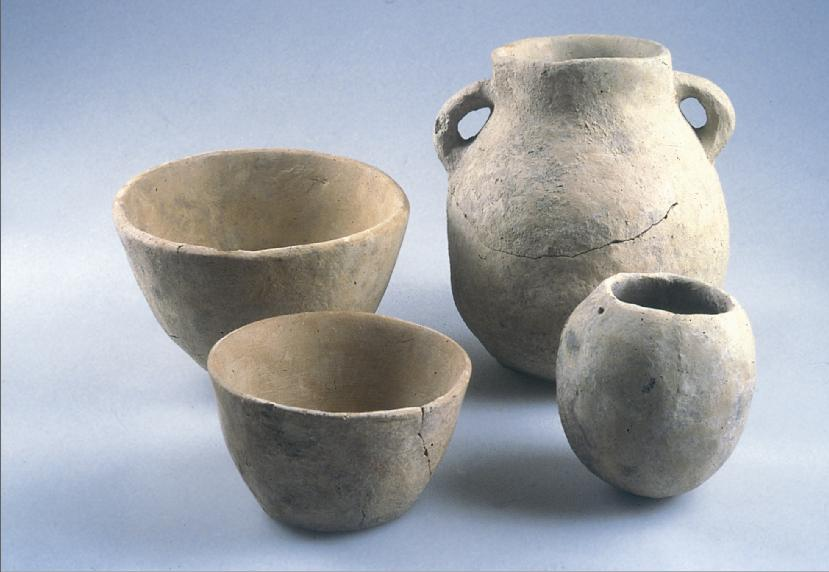
أوعية فخارية من موقع الأقحوانة
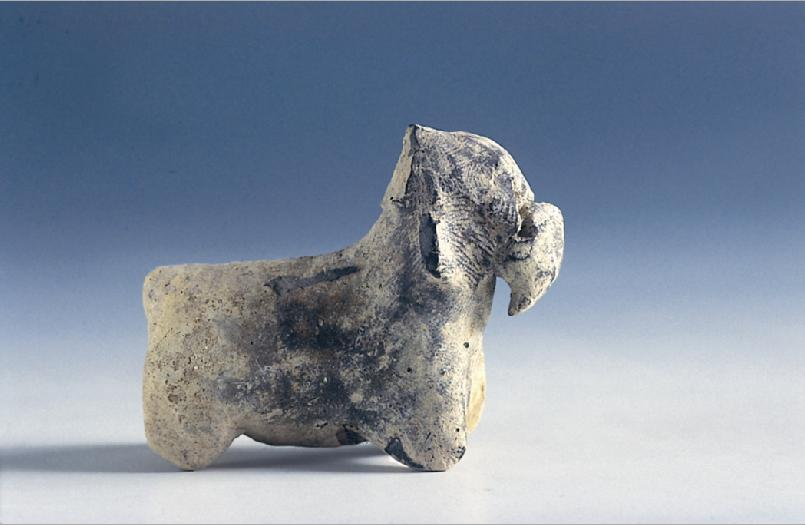
مجسم حيواني
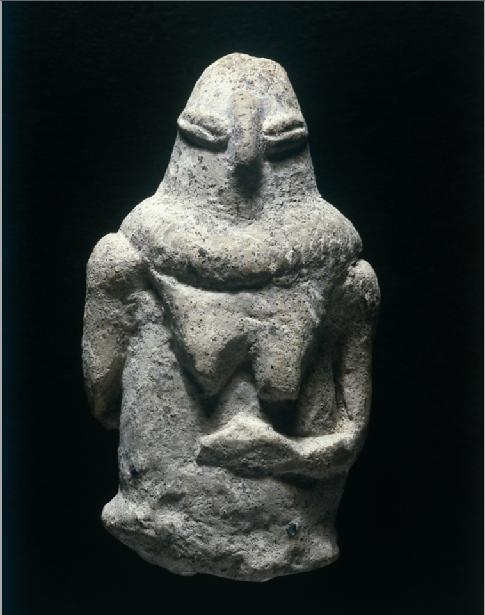
تمثال من الطين

## فن
اكتسفت في موقع شعر هجولان حوالي 300 قطعة فنية، مما يجعلها المركز الرئيسي لفن ما قبل التاريخ في فلسطين. أنتج أحد المنازل ما يقرب من 70 مجسم مصنوع من الحجر أو الطين المشوي. لم يسفر أي مبنى آخر من العصر الحجري الحديث عن مثل هذا العدد من التماثيل التي تعود إلى ما قبل التاريخ. من بين الأعمال الفنية البارزة في الموقع تماثيل بأشكال بشرية مصنوعة من الطين المشوي أو منحوتة على الحصى، وغالبيتها الساحقة تصويرات أنثوية، تُفسر على أنها تمثل إلهة. هذه التماثيل الفخارية مبالغة في بعض تفاصيلها، مما يمنحها مظهرًا سرياليًا، في حين أن التماثيل الحصوية بسيطة ومجردة في الشكل.
أسس كيبوتس شعر هاجولان متحفا يعرض الاكتشافات من الموقع القريب، وقد أعيرت بعض هذه المكتشفات الفريدة إلى كل من متحف متروبوليتان في نيويورك ومتحف اللوفر في باريس لمدة عشر سنوات، كما تعرض بعض التماثيل في «متحف إسرائيل» في القدس المحتلة.

## معرض

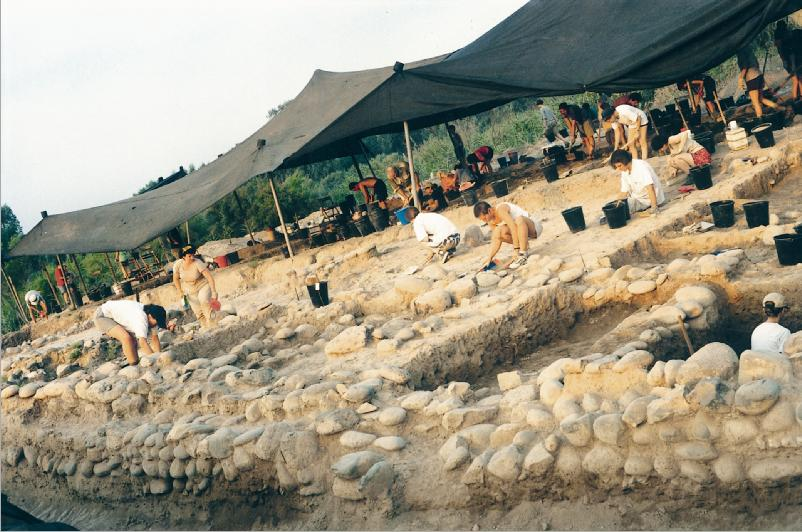
حفريات عام 1998
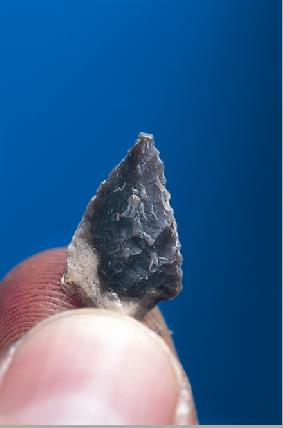
رأس سهم صواني
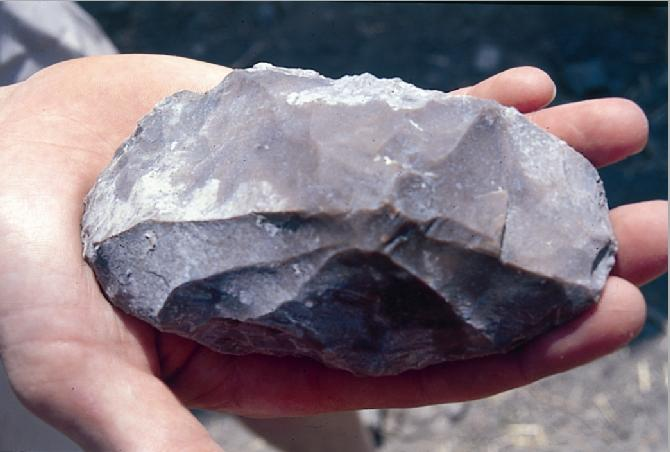
فأس الصوان. شعر هجولان
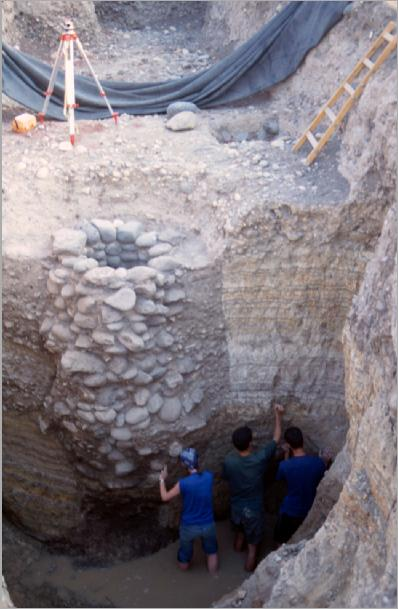
مقطع رأسي في البئر المكتشفة. شعر هجولان
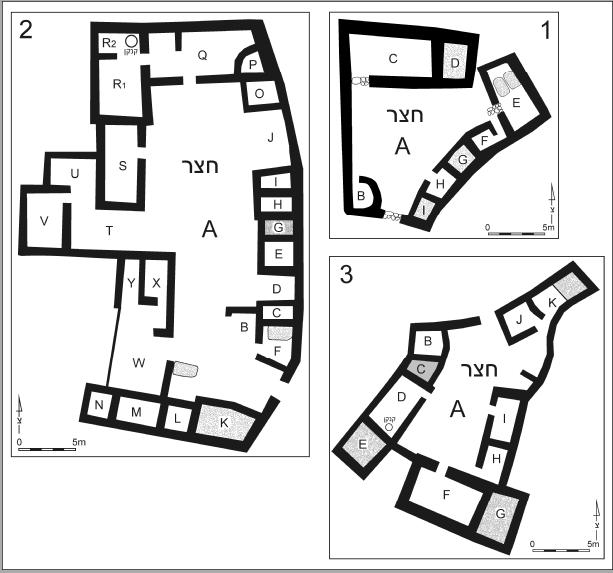
بيوت ذات أفنية

## مؤلفات
- Garfinkel Y. 1993. The Yarmukian Culture in Israel. Paleorient, Vol 19, No. 1, pp. 115 – 134.
- Garfinkel Y. 1999. The Yarmukians, Neolithic Art from Sha'ar Hagolan. Jerusalem: Bible Lands Museum (Exhibition Catalogue).